# Adolphe XII de Schaumbourg
Adolphe XII de Schaumbourg parfois également nommé « Adolphe X de Holstein » (né en 1419 - † 9 octobre 1474) fut corégent du  Holstein-Pinneberg.

## Biographie
Adolphe est le fils ainé de  Otto II de Holstein-Pinneberg et de son épouse Elisabeth von Hohnstein. Il épouse Irmgarde von Hoya (née le 23 novembre 1414) qui ne lui donne pas d'enfants.
Adolphe XII règne conjointement sur le  Holstein-Pinneberg et le patrimoine ancestral du comté de Schaumbourg avec son frère cadet Eric Ier de 1464 jusqu'en 1474.C'est à cette époque que les deux frères commencent la construction,  à la place de l'ancien château de style gothique, du château de Renaissance de Pinneberg.

## Source de la traduction
- (de) Cet article est partiellement ou en totalité issu de l’article de Wikipédia en allemand intitulé « Adolf X. (Schaumburg) » (voir la liste des auteurs).